# Orthia
Orthia là một chi bướm đêm thuộc họ Noctuidae.

## Loài
- Orthia augias Herrich-Schäffer, [1853]